# Нечаев, Василий Васильевич
Василий Васильевич Нечаев (1895—1956) — советский пианист, композитор; заслуженный деятель искусств РСФСР (1946), доктор искусствоведения (1941), профессор Московской консерватории (1933); член Союза Московских композиторов.

## Биография
Родился 28 сентября 1895 года в Москве в семье псаломщика московской церкви Василия Кесарийского Василия Петровича Нечаева и его жены Любови Васильевны.
Первоначально учился в Московской духовной семинарии. В 1917 году окончил Московскую консерваторию по классу фортепиано А. Б. Гольденвейзера, в 1920 году — по классу композиции у С. Н. Василенко.
В 1917—1918 годах работал концертмейстером Оперного театра Московского военного округа. В 1918—1929 годах был руководителем военных оркестров. Одновременно в 1918—1922 годах преподавал в музыкальных школах Москвы, в 1920—1921 годах был заведующий музыкальной частью бывшего театра Корша, в 1919—1925 годах — преподаватель Музыкальной школы им. С. И. Танеева. С 1926 года — преподаватель Московской консерватории (с 1933 года — профессор, в 1937—1943 годах - руководитель кафедры камерного ансамбля).
Умер 5 июня 1956 года в Москве. Похоронен на Новодевичьем кладбище (3 участок, 51 ряд).
Среди его работ оперы «Семь принцесс» (по М. Метерлинку, 1923) и «Иван Болотников» (1930); вокально-симфонические сочинения для камерно-инструментальных ансамблей; романсы на слова А. А. Блока, С. А. Есенина, А. С. Пушкина; музыка к спектаклям театра и кинофильмам («Мечтатели», 1934). В РГАЛИ имеются документы, относящиеся к В. В. Нечаеву.

## Награды
- Орден Трудового Красного Знамени (29.09.1945)
- Заслуженный деятель искусств РСФСР (28.12.1946)